# Кучук-Али
 Кучук-Алия (серб. Кучук-Алија, тур. Küçük Ali; убит 5 августа 1804) — янычар, мутеселлим Крагуеваца, один из четырех дахий (лидеры восставших янычар), которые контролировали Белградский пашалык с 15 декабря 1801 (когда он умертвил белградского визиря Хаджи Мустафу-пашу) и начала Первого сербского восстания весной 1804 года. Он был братом Сали-аги, мутеселлима Рудника.

## Биография
Кучук-Алия родился в Рудницкой нахии и принадлежал к семье Đevrlić. Он продвинулся на османской военной службе от простого янычара до мутеселлима города Крагуевац.
Вместе с другими восставшими янычарами Кучук-Алия в октябре 1801 года захватил в плен белградского визиря Хаджи Мустафу-пашу и умертвил его 15 декабря того же года в Белградской крепости. После убийства Хаджи Мустафы-паши Кучук-Алия стал одним из четырех лидеров, известных как дахии, которые управляли Смедеревским санджаком (также известен как Белградский пашалык), вместе с Аганлией, Муллой Юсуфом и Мехмед-ага Фочичем. Женой Кучук-Али была сестра одного из его военачальников.
В январе 1804 года дахии устроили так называемую «Резню князей», во время которой янычары истребили сербских кнезов, священников, игуменов и других известных людей. В ответ началось Первое сербское восстание против османского владычества.
В начале марта 1804 года в начале Первого сербского восстания, повстанцы осадили Рудник, который находился под контролем Сали-аги, брата Кучук-Алии. Когда дахии получили информацию о сербском восстании, они постановили, что Кучук-Али выступить из Белграда на Рудник с отрядом из 600 янычар, чтобы освободить город от осады и продолжить наступление на Шабац. В то же время остальные три дахии должны были оборонять Белград. Согласно некоторым источникам, Кучук-Али вначале планировал отправиться в Крагуевац и Ягодину, чтобы здесь собрать побольше сил и выступить против мятежников. Видинский санджакбей Осман Пазвантоглу прислал военный отряд на помощь дахиям в борьбе против сербских восставших. Когда Кучук-Алия прибыл на юг, он не располагал информацией о том, что восставшие сербы уже захватили Рудник 11 марта. Кучук-Алия двинулся в Ягодину, где укрепился. Здесь к нему присоединился лидер кирджалиев Гушанц-Али с трехтысячным войском из Албании и Македонии. Карагеоргий осадил Ягодину, но Кучук-Али сделал успешную вылазку и разбил сербов, а сам стал отступать на Белград. Карагеоргий с сербским войском отправился за ним в погоню.
Между тем османский султан приказал боснийскому визирю Бекир-паше с войском вступить в Сербию и восстановить порядок в Белградском пашалыке. В июле 1804 года Гушанц-Али, назначенный дахиями командиром янычарского гарнизона, впустил Бекир-пашу в Белград. Кучук-Алия и другие дахии бежали из Белграда и отправились на лодках на остров Ада-Кале на Дунае, где укрались у местного губернатора Реджеп-паши. Карагеоргий встретился с Бекир-пашой, который заявил ему, что дахи уже бежали из Белграда и призвал сербов прекратить восстание. Однако Карагеоргий потребовал от Бекир-паши выдать повстанцам четырех дахий на расправу. Бекир-паша приказал Реджеп-паше выдать четырех дахий сербам, которые прибудут в Ада-Кале. Сербы под руководством Миленко Стойковича прибыли на остров и застрелили дахий, а их головы доставили в сербский лагерь во Врачар под Белградом.